# 4450 Pan
4450 Pan (privremena oznaka 1987 SY), asteroid iz skupine Apollo. Otkrili su ga Eugene i Carolyn Shoemaker 25. rujna 1987. Dijeli ime sa satelitom planeta Saturna. 